# Merv Griffin Enterprises
Merv Griffin Enterprises fue una compañía para producción de programas televisivas en Estados Unidos, que fue fundada por Merv Griffin en 1964.

## Historia
La compañía fue primera establecida como Merv Griffin Productions en 1964, y la primera producción de Griffin fue Jeopardy! En 1965, el talk show The Merv Griffin Show volvió a la televisión. Además, creó el concurso llamado Shopper's Bazaar, que más tarde fue renombrado como Wheel of Fortune en 1975 después de que Jeopardy! fue cancelada. Griffin revivió Jeopardy! como The All-New Jeopardy! en 1978, aunque demostró ser infructuoso.

### Los años 1980 y 1990
En 1983, la compañía unió con King World Productions (actualmente CBS Television Distribution) para sindicar una versión nocturna de Wheel of Fortune. La compañía también tenía los derechos para sindicar The Merv Griffin Show hasta 1986, cuando Columbia Pictures Television distribuyó los episodios finales y los dos primeros pilotos de Jeopardy! en 1983 y 1984. En 1984, Griffin expandió su compañía como Merv Griffin Enterprises. Ese mismo año, Jeopardy! también volvió a la televisión en 1983, pero fue un programa sindicado nocturno a partir del 10 de septiembre de 1984. El 6 de mayo de 1986, Griffin vendió la compañía a The Coca-Cola Company (que en ese tiempo fue propietario de Columbia Pictures Industries) por $250,000,000 durante su jubilación y después de descubrir que la compañía había experimentado dificultades financieras. Griffin, sin embargo, mantuvo los derechos de autor para sus concursos. La compañía posteriormente se fusionó en Columbia Pictures el 21 de diciembre de 1987, y fue vendido a Sony Corporation, junto con las otras compañías de CPE, el 28 de septiembre de 1989.
Merv Griffin Enterprises terminó en el verano de 1994, y Jeopardy! y Wheel of Fortune fueron adquiridos por Columbia TriStar Television (ahora Sony Pictures Television), mientras que Griffin permaneció productor ejecutivo de ambos concursos hasta 2000. Griffin más tarde fundó Merv Griffin Entertainment en diciembre de 1995.

## Programas de televisión
- The Merv Griffin Show (1962-1963; 1965-1986)
- Jeopardy! (1964-1975, 1983-presente; responsabilidades de producción asumidos por Columbia TriStar Television desde 1994 hasta 2002, y Sony Pictures Television desde 2002; versión nocturna distribuido desde 1983 por King World Productions, ahora CBS Television Distribution)
- Let's Play Post Office (1965-1966)
- Reach for the Stars (1967)
- One in a Million (1967)
- Memory Game (1971)
- Wheel of Fortune (1975-1991 (Versión diurna), 1983-presente (Versión nocturna); responsabilidades de producción asumidos por Columbia TriStar Television desde 1994 hasta 2002, y Sony Pictures Television desde 2002; versión nocturna distribuido desde 1983 por King World, ahora CBS Television Distribution)
- The All New Jeopardy! (1978)
- Dance Fever (1979-1987; coproducido y distribuido por 20th Century Fox Television)
- Headline Chasers (1985; coproducido con Wink Martindale Enterprises, y distribuido por King World)
- Monopoly (1990; coproducido por King World)
- Super Jeopardy! (1990)
- Ruckus (1991)